# 於其一事件
於其一事件是指2013年4月9日在中国温州市发生的一起干部在双规期间被故意伤害致死的案件。2013年3月1日晚，时任温州市工业投资集团有限公司党委委员和总工程师的於其一从北京返回温州后在温州永强国际机场被温州市纪委有关人员带走，从此与家人失去联系。4月9日温州市检察院发布消息称，8日晚10时30分许，被市纪委“双规”的於其一，因发生“意外”，经送市中西医结合医院全力抢救无效，于9日凌晨3时15分死亡。后据衢州市公安局侦查，4月8日晚於其一被6名纪委工作人员置于冰水浴桶中反复闷水致死。

## 生平
於其一，男，汉族，1971年12月出生，浙江台州人。本科毕业于郑州纺织工学院(现中原工学院)电气工程系自动化专业, 后获厦门大学公共管理硕士学位。
去世时任温州市工业投资集团有限公司党委委员、总工程师，并受浙江省国资委委派到国资委监事会工作局挂职。历任温州市旧城改建指挥部团委书记、网络公司总经理、预决算处副处长，温州市工业资产管理有限公司副总经理、党委委员，温州市工业投资集团有限公司企业管理与安全监管组组长。

## 事件经过
2013年3月1日晚，於其一乘飞机从北京返回温州，在温州永强国际机场被温州市纪委有关人员带走，关押于温州市牛山北路23号至正苑。
4月8日，晚11点左右，於其一被送到温州中西医医院抢救。家属称，病历显示，於其一刚被送到医院初步诊断为溺水。4月9日，凌晨2点左右，於妻接到温州市工业投资集团纪委部门工作人员通知，赶到温州中西医医院看望於其一。凌晨3点15分，於其一被医院医生宣告死亡。凌晨4点左右，来了20多名身穿特警衣服的人，把尸体运到殡仪馆。於家提供的死者照片显示，死者全身有多处红色淤块，家属质疑死者曾遭刑讯殴打。

## 侦办过程

### 中共温州市委专案组调查
4月9日，温州市检察院发布消息称於其一在“双规”期间意外死亡，并称已成立专案组开展调查 
4月11日，於家对温州市委调查组提出六点声明及要求。 当日10时许，温州市委调查组接收了此文本。其主要内容包括，要求查看监控录像以及要求浙江省外机构进行尸检以查明死因。
4月12日下午，於家向浙江检察院编号为006的检察官正式递交报案书。
4月12日晚，温州市委常委葛益平借慰问於其一父亲之名，突然宣布13日实施尸检。后在家属据理力争下，同意待找到省外现场鉴定专家后再尸检。
4月13日上午，温州市检察院送来通知书，强行要于14日尸检。家属对突然袭击、单方确定鉴定专家的做法极为不满，拒绝签字，并向媒体紧急求助。
4月13日晚，於家委托的律师浦志强，斯伟江和吴鹏彬呼吁让於其一成为纪委双规的最后一名受害者。 此公开信最早发布于新浪微博，后遭删除。
4月14日上午，於其一尸体在温州市殡仪馆被尸检，没有家属委托的专家进入尸检现场。下午於家发表《关于温州市委调查组强行尸检的声明》，主要内容包括：市委调查组不合法；不承认尸检合法性；要求观看审讯录像；要求提上一级立案侦查；谨防“临时工”顶罪，如涉嫌伤害犯罪，纪委人员是共同犯罪。
4月16日，於父发表《十问市委调查组》，质疑为何不立案，为何不通报家属调查进展，为何不让家属指定法医参与尸检等问题。
4月17日，於家属发表微博称：於其一被纪委双规致死后，有个别别有用心者带着上司旨意，借慰问之名对家属进行游说、恐吓，企图让家属屈服于淫威，放弃追究纪委责任的权利。
据京衡律师事务所的陈有西律师5月8日发布的新浪微博称：纪委涉案人员家属称此阶段温州有关部门对随后刑拘的纪委三位工作人员进行数天的串供引导统一口径。

### 温州市公安局立案调查
2013年4月19日晚，温州市公安局向於其一家属正式送达告知书，以於其一被故意伤害立案。

### 衢州市公安局侦查
2013年4月21日，据温州市政府某公职律师在新浪微博透露，由于社会各界对于温州市委调查组的怀疑和指责，浙江省公安厅已指派此案转由衢州市公安局侦查。温州市纪委一室副主任程文杰,温州市纪委监察局办事员南宇，鹿城区纪委李翔等三名纪委工作人员，及一名保安被刑事拘留。
4月28日，京衡律师集团事务所的沈国勇律师发布微博称，他当晚与其当事人李翔在常山县看守所会面。
5月7日，李翔家属发布新浪微博，称李翔只是“背黑锅”，并称他们家受到有关领导传话威胁，要求他们解聘沈国勇律师，和温州纪委配合，否则会予以重判。传话者并强调：“尸检报告掌控在他们手中，就作假你能怎样，请律师也没有用“   5月9日，此微博内容被有关方面删除。备份可见: 
5月8日，京衡律师集团事务所主任陈有西在新浪微博称，称於其一案：”情节触目惊心，公开审判必将震撼曝光“。 在该条微博的回复里，陈称：“温州纪委干部家属反映，公安对纪委三位犯罪嫌疑人釆取刑拘前，温州有关部门对三人进行数天的串供引导统一口径“。
5月17日，又有三名涉案人员被刑拘，他们分别是温州市纪委一室副主任吴植伟，温州瓯海纪委监察室副主任章方潮，温州市检察院反贪局干部谷陈福。
5月21日，於其一家属收到尸检报告告知书，内容大致为：由于吸入液体，导致肺功能衰竭，系他人所为。
6月，先前被刑拘的嫌犯被逮捕。
7月2日，有知情人士透露，案发那天中午召开了案情研究会，商量晚上审讯方案。在场有省纪委领导马光明（省纪领导蹲点督查此案），市检领导林建中（此案组长），市纪刘险峰（此案副组长，其后台是市委调查组组长葛某某）。
7月26日 於父收到衢州市公安局的破案告知书（衢公（刑）破字「2013」012号）称於其一被故意伤害案已被破获，犯罪嫌疑人为程文杰，李翔，谷陈福，南宇，吴植伟，章方潮。 但同时，告知书又称此案再进一步侦查中。

## 衢州市人民检察院审查起诉
2013年8月19日，本案由衢州市公安局侦查终结，以被告人程文杰、吴植伟、李翔、南宇、谷陈福、章方潮涉嫌故意伤害罪，移送衢州市人民检察院审查起诉。 8月30日，衢州市人民检察院对於其一案的6名办案干部提起公诉，并由衢州市中院受理。检方称，6人为迫使於其一交待问题，将其转置于冰水浴桶中反复闷水致死，涉嫌故意伤害罪。

### 起诉书内容
4月8日20时许，被告人程文杰召集被告人李翔、南宇、谷陈福对於其一谈话。因於不肯交代问题，程文杰等人将其带至温州市纪委(监察局)案件检查后勤服务中心(以下简称“服务中心”)8号谈话室。
后程文杰见谈话依旧无果，遂责令於其一脱光衣服到卫生间坐入事先准备的盛有冰水的浴桶内。在程文杰示意下，李翔、南宇、谷陈福分别按颈肩部、控制手脚，数次将於其一头部按入水中，其间程文杰也上前参与闷水。20时30分许，被告人吴植伟进入8号谈话室卫生间，示意并与李翔、南宇、谷陈福一起继续实施闷水，於其一剧烈挣扎并叫喊。21时20分许，在多次实施闷水后，程文杰等人将於其一带出卫生间，於在房内的床垫上不断呻吟。后吴植伟、李翔相继离开。21时50分许，被告人章方潮进入8号谈话室，稍后程文杰离开，并称“我走了，你们慢慢玩”。后李翔返回8号谈话室，和南宇、谷陈福、章方潮一起将於其一抬入浴桶内，再次实施闷水，见於已无力挣扎，即将其从浴桶内架出放在床垫上。后发现於其一情况异常，程文杰等六被告人即参与施救，于23时许将於送至温州市中西医结合医院。4月9日凌晨3时许，於其一经抢救无效死亡。
检方起诉书称，经浙江省公安司法鉴定中心鉴定：於其一吸入液体致肺功能障碍死亡，系他人所致。
检方认为，6名被告人为迫使他人交代问题，采用闷水的方式故意伤害他人身体，致一人死亡，其行为均已触犯《刑法》，其犯罪事实清楚，证据确实充分，应当以故意伤害罪追究刑事责任。各被告人案发后表示要主动投案，归案后经多次讯问教育，能如实供述犯罪事实，认罪态度较好，并系共同犯罪，依法提起公诉。

### 争议
受害人家属律师吴鹏彬向衢州市中院提交了申请查阅卷宗的法律手续，法院明确答复一审期间不允许查阅。他向衢州市检察院申请查阅卷宗，同样被拒。
受害人家属对检方和法院拒绝调阅卷宗的做法令人遗憾。他们认为於其一被双规前身体健壮，死亡时身体消瘦，38天的时间，身上多处外伤和内伤，除了起诉书披露的闷水刑，应该有受到其他虐待，并且可能涉及更多人。受害人家属希望法院批准其律师查阅卷宗，使案件得到更充分的审理。
被告李翔家属在网络公开其投向中央纪委实名举报信.称於其一在被纪委关押期间多次受刑讯逼供，受不给予足够食物等虐待，以及被强迫服用精神药物。 且称导致於直接死亡的水刑是浙江省纪委马光明，温州市纪委纪检一室主任刘险峰，温州市检察院反贪局副局长等在会议共同决定的。同时也举报温州室纪委领导陈晓明，徐永敏在案发后串供，等干扰司法行为。但上述领导均并未受到检察院指控。

## 法院审理

### 衢州市中级法院一审
9月11日，本案控辩审三方庭前会议于下午2点在浙江衢州市中级法院召开。但受害者亲属及代理律师未被允许参与。
9月17日，故意伤害於其一致死案的一审在衢州市柯城区法院开庭审理， 审判长为金朝文。上午庭审第一人程文杰供出4月8日中午在办案点305室开会，商量晚上的事，刘险峰、林建中在场商量。程文杰供述，4月6日7日也有闷水审，这是他们的手段。他们是根据领导要求这样做的。 程文杰又供述，领导要求他不要讲出别人。
在9月17日的庭审过程中审判长金朝文不许诉讼代理人向程文杰发问，多次制止其他辩护人向被告人程文杰追问关键问题。 最后蒲志强律师被法警抬出法庭，吴鹏彬律师也被赶出法庭，法庭继续审理。
9月20日，犯罪嫌疑人李翔辩护律师迟夙生律师公开了她的辩护词。 该辩护词认为，案卷中各犯罪嫌疑人的口供， 表明刘险峰与林建中在此案中起了策划领导作用，并在案发后有窜供及销毁监控录像等犯罪行为。
9月30日, 衢州市中级人民法院上午九时对温州市程文杰等六人犯故意伤害罪进行宣判。程文杰判处有期徒刑14年，剥夺政治权利4年；吴植伟12年，剥夺政治权利2年；李翔10年，剥夺1年；南宇、谷陈福各8年；章方潮4年。

## 媒体报道
事发后，此事件迅速成为网络热点话题。最先于新浪微博被大量转发，评论多集中于对官方的“意外死亡” 之说不满，并对公民基本人权无法得到保障表示不安。此后，官方对此事件的新闻报道给予严格控制，有关新闻出现后大部分被删除。有关此事件的微博也经常快速被删除。
4月11日，《京华时报》发表题为 “双规亦需关进制度的笼子” 的评论，被广泛转载。
4月12日，英国《卫报》刊登文章，从中国温州一名被双规官员於其一的意外死亡，谈及被拘押者缺乏法律保护和受折磨的指称。《卫报》还引述香港大学法学教授萨皮尔的话说，中国官方媒体新华社对於其一死亡事件充满同情的报道，可能代表高层开始考虑在基本不改变现行做法的情况下，也关注被拘押者的权利。《卫报》最后说，近年来，中国当局对一些被关押者的意外死亡所作的解释理由都很离奇。
4月17日，美国《彭博商业周刊》刊登了美联社题为《Death spotlights abuses in China party graft probe》的报道 。
6月17日，《财经》杂志总第360期《“双规”之规》较详细披露了这起事件的前后细节。
9月4日，《京华时报》刊登「温州官员双规期间被纪委人员反复按头闷水致死」的新闻。
9月中国新闻周刊2013年第34期刊登特别报道："温州官员双规命案调查"。
9月17日，路透社报道此案最新进展 
9月17日，法国国际广播电台中文网报道此案在衢州市中级人民法院审判第一日，法官将受害人家属代理人驱逐出法庭。
9月17日，BBC中文网报道於其一猝死案开审家属律师被拒提问。

## 同类案件
2000年4月5日，被害人陈安稷被中共浙江省台州市纪委采取“两规”措施进行审查。同年5月21日晚，纪委工作人员在履行职务过程中，对被审查对象进行殴打，并致其死亡。此案后经宁波市中级人民法院审理，有关纪委工作人员以故意伤害罪被判处有期徒刑。
2005年3月14日，河北国投原董事长梁云才被河北省国资委纪委“双规”。同年5月8日，梁被纪委办案人员殴打致死。此案后经石家庄市中级人民法院审理，纪委有关人员以故意伤害罪，及玩忽职守罪被判刑。
2013年4月23日，河南省三门峡市中级人民法院副院长兼执行局局长贾九翔在三门峡市第三人民医院被宣告死亡。家属称，贾九翔于4月12日被市纪委从单位带走双规接受调查，22日晚家属得知贾九翔被送到医院。贾九翔的妻子看完丈夫遗体后痛哭，称其遗体面部等多个部位肿胀发紫，家属要求拍照遭到拒绝。
2013年6月19日，湖北黄冈市黄梅县地震局长钱国良在医院深度昏迷16天后，在同济医院死亡。此前，钱于4月8日被当地纪委部门双规。钱国良的妻子王七珍向记者出示照片，显示钱国良身上有多处伤痕、腿部有淤痕，怀疑他曾遭刑讯逼供。